# Родригес Армоа, Алан
Алан Франсиско Родригес Армоа (исп. Alan Francisco Rodríguez Armoa; род. 15 августа 2000, Фернандо-де-ла-Мора, Сентраль) — парагвайский футболист, полузащитник клуба «Серро Портеньо».

## Клубная карьера
Родригес — воспитанник клуба «Серро Портеньо». 11 февраля 2018 года в матче против «3 февраля» он дебютировал в парагвайской Примере. 18 марта 2019 года в поединке против «Соль де Америка» Алан забил свой первый гол за «Серро Портеньо». В 2020 и 2021 годах Родригес помог клубу дважды выиграть чемпионат. 

## Международная карьера
В 2017 году в составе юношеской сборной Парагвая Родригес принял участие в юношеском чемпионате Южной Америке в Чили. На турнире он сыграл в матчах против команд Аргентины, Перу, Эквадора, Чили, Колумбии, Венесуэлы и дважды Бразилии. В поединках против перуанцев и венесуэльцев Алан забил по голу.
В том же году Родригес принял участие в юношеском чемпионате мира в Индии. На турнире он сыграл в матчах против команд Мали, США и Новой Зеландии. В поединках против малийцев и новозеландцев Алан забил по голу.
В 2019 году в составе молодёжной сборной Парагвая Родригес принял участие в молодёжном чемпионате Южной Америки в Чили. На турнире он сыграл в матчах против команд Эквадора, Аргентины, Перу и Уругвая. В поединке против перуанцев Брайан забил гол.

## Достижения
Клубные
 «Серро Портеньо»
- Победитель парагвайской Примеры (2) — Апертура 2020, Клаусура 2021